# Raña

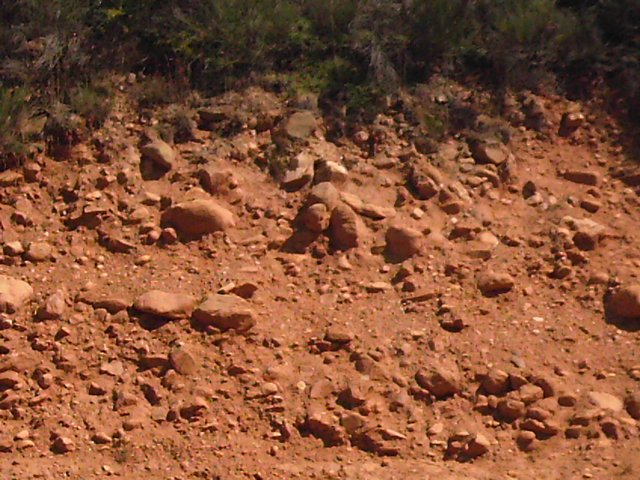
Matriz de una raña en La Robla (provincia de León)

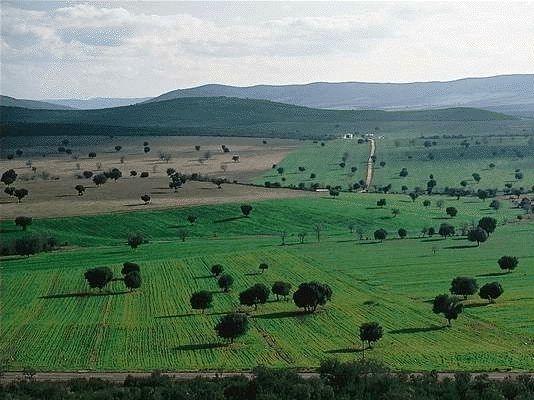
Raña en el Parque nacional de Cabañeros

La raña es una formación sedimentaria compuesta de cantos de cuarcita con una matriz arcillosa que se configuran en un relieve de plataformas elevadas con suave pendiente interna. Se sitúan en los piedemontes. Se formaron durante el período Neógeno, más concretamente del Villafranquiense (2-2,5 millones de años AP) momento en el que el clima era seco y frío, pero con estaciones de fuertes lluvias torrenciales que movilizaban grandes cantidades de material.
Estas formaciones están presentes en la parte central y el oeste de la península ibérica. Raña es un término español. Las representaciones típicas se pueden encontrar en los Montes de Toledo, Extremadura, Campo de Calatrava, ambas vertientes de la sierra de Ayllón y la vertiente sur de la cordillera Cantábrica (provincias de Palencia y León).